# 忍びのオツトメ
『忍びのオツトメ』（しのびのオツトメ）は、マサオによる日本の漫画。『月刊ヤングキング』（少年画報社）にて2012年10月号から2013年3月号まで連載された。雑誌掲載時における最終話最終ページには「第一部完」の文字があり、連載は一旦終了している。一方で、単行本の表記は「第1巻」となっている。なお、最終話の翌月（2013年4月号）からは『石田とあさくら』の特別編が掲載された。
現代日本を舞台に、冴えないサラリーマンの主人公を、現代に生きる忍者・くノ一の2人組みが影ながら守護する忍者漫画。キャッチコピーは「忍び×OL セクシーコメディ!!」（単行本の宣伝帯から）。お色気シーンやバトルシーン、ギャグコメディ要素が多く盛り込まれた、シリアスとギャグを織り交ぜた作風が特徴。

## 登場人物
松平 裕一（まつだいら ゆういち）
本作の主人公。会社「ヤング電気」に務める冴えないサラリーマン。額に十字傷があるのが特徴。才子によれば「アレがデカい」らしい。
服部 飛鳥（はっとり あすか）
本作のヒロインの1人であるくノ一。裕一を影ながら守護する。下着はねじりふんどしを愛用している（単行本の表紙やカラーページでは、色はそれぞれ白と赤が存在する）。
霧野 才子（きりの さいこ）
本作のヒロインの1人であるくノ一。飛鳥と共に裕一を守護する。
松平 蛍（まつだいら ほたる）
裕一の母親。息子である裕一を溺愛しており、飛鳥・才子に裕一を守護するように命ずる。実は彼女自身もくノ一である。

## 書誌情報
- マサオ 『忍びのオツトメ』少年画報社〈YKコミックス〉、既刊1巻（2013年2月19日現在）
  1. 2013年3月5日初版発行、2013年2月19日発売 ISBN 978-4-7859-4024-9 / 表紙：服部飛鳥